# University of the People
Die University of the People (UoPeople) ist eine US-amerikanische, gemeinnützige Online-Universität mit Sitz in Pasadena, Kalifornien, USA. Sie wurde im Januar 2009 von dem Ashoka-Stipendiaten Shai Reshef gegründet. Diese Universität ist akkreditiert und anerkannt vom United States Department of Education (U.S. DoED), vom Council for Higher Education Accreditation (CHEA), sowie von der Distance Education Accrediting Commission (DEAC). Des Weiteren wurde sie vom California Bureau for Private Postsecondary Education (BPPE) anerkannt.
Im Dezember 2018 waren über 18.000 Studenten aus 200 Ländern immatrikuliert. Seit Februar 2014 ist sie als weltweit erste studiengebührfreie Online-Universität akkreditiert. Hierbei ist zu beachten, dass dennoch Kosten für die Einschreibung und Klausuren anfallen.
Die Unterrichtssprache ist Englisch sowie Arabisch.

## Akkreditierungen
Die Fernuniversität ist akkreditiert durch
- die Distance Education Accrediting Commission (DEAC), seit Januar 2014[6]
- das California Bureau for Private Postsecondary Education (BPPE).[7][8]

## Finanzierung
Die Einrichtung wird mit einem jährlichen Budget von 1,2 Millionen USD und mit Hilfe eines globalen Netzwerks von Volontären betrieben. Letztgenannte stammen von akademischen Institutionen, Unternehmen und Organisationen. Auf langfristige Sicht hin soll sich die Universität selbstständig tragen können. Ein Großteil der Finanzierung erfolgt über Sponsoren aus der Wirtschaft. Eine weitere Einnahmequelle sind Einschreibe- und Prüfungsgebühren.

## Studiengänge
Es können folgende Abschlüsse erworben werden:
- Bachelor of Science (BS) in Betriebswirtschaftslehre
- Associate of Science (AS) in Betriebswirtschaftslehre
- Master of Business Administration (MBA) Aufbaustudium Betriebswirtschaftslehre
- Master of Education (M.Ed.)
- Bachelor of Science in Informatik
- Associate of Science in Informatik
- Bachelor of Science in Gesundheitswissenschaften
- Associate of Science in Gesundheitswissenschaften

## Voraussetzungen für eine Immatrikulation
Derzeit (August 2016) sind allein folgende drei Anforderungen für die Immatrikulation zu erfüllen:
1. Volljährigkeit (18 Jahre und älter)
2. Schulabschluss
3. Englischzertifikat (z. B. IELTS, TOEFL, CAE etc.)[10]

## Kosten für Studierende
Studierende zahlen eine Registrierungsgebühr von 60 USD. Weiter wird eine Bearbeitungsgebühr in der Höhe von 120 bzw. 240 USD (letzteres fürs Masterstudium) pro Prüfung verlangt. Insgesamt muss ein Student pro Studiengang bis zu 40 Prüfungen bestehen. Studenten können sich für Stipendien bewerben. Die meisten Stipendien werden vermittelt, das heißt, mittels Drittmitteln finanziert.
Die Kosten werden zum Zeitpunkt der Prüfungen nach und nach per Kreditkarte, PayPal, Western Union oder Moneygram beglichen.

## Partner
Studenten haben die Möglichkeit, sich an den Partneruniversitäten McGill University, University of Edinburgh, Long Island University sowie der Effat University entweder während oder nach Abschluss des Studiums für ein Bachelorstudium einzuschreiben. Dazu können die Studenten bestimmte Kurse an der Harvard Business School belegen und sich nach einem Jahr Studium an der New York University in Abu Dhabi bewerben.
Viele Professoren und Mitglieder der Leitungsgremien sind außerdem Alumni von Topuniversitäten. Diese beinhalten bspw. Harvard University, University of Oxford, Princeton University, Duke University, Yale University und Stanford University.

## Lernmethode
Der Lernprozess fußt auf einem Selbstlernprozess anhand von Materialien aus der Public Domain, der daraufhin durch verschiedene Methoden gefestigt wird. Generell werden wöchentlich folgende Aspekte abgearbeitet:
1. Studium der Materialien
2. Beantwortung und Diskussion einer Fragestellung (mit Kommilitonen)
3. Weitere Fragestellung im Essayformat (bewertet durch Kommilitonen in Folgewoche)
4. Multiple Choice Selbstquiz
5. Reflexion im Lerntagebuch
6. Lernzielkontrolle (alle drei Wochen inklusive Abschlussprüfung)

Allgemein baut die Institution stark auf Peer-Review und -Feedback auf.